# Georges Gross
Georges Gross est un maître verrier, né à Nancy en 1908 et mort en 1991.

## Biographie
Georges Gross n'était pas destiné à être verrier puisque sa première profession était géomètre et même négociant en grains dans la Meuse.
Il reprend en 1948 les anciens ateliers Janin, fondés en 1835, situés 12 rue Lionnois à Nancy en 1948, près de l’église Saint-Pierre. Malgré une activité florissante, la production ne dure que douze ans jusqu’à la faillite en 1960, notamment en raison d’un désaccord financier avec un responsable d’église. Toutes les archives ont été volontairement détruites, comme des maquettes et des cartons des vitraux. Les Ateliers Benoit s'installeront dans ses locaux ensuite.

## Style
Les vitraux conçus par Georges Gross sont caractéristiques de couleurs simples et de nombreuses formes géométriques, apportant au style un ensemble très dépouillé et épuré. Les vitraux des ateliers Gross paraissent ainsi très modernes pour leur époque.
Ce sont surtout des épisodes de la vie du Christ ou de la Vierge Marie qui sont représentés. De même, une large part est attribuée aux saintes et saints principalement celles et ceux à qui les édifices sont dédiés comme St-Laurent pour Val-et-Châtillon,,.

## Réalisations
Au cours de ses recherches sur Georges Gross, Olivier Béna, a recensé plus de 75 lieux de culte principalement dans le Grand Est, comme pour l'église de Frémeréville-sous-les-Côtes (Meuse), l'église de Sentzich (Moselle), l'église Saint-Rémi de Velaines (Meuse), les églises Saint-Luc et Saint-Georges de Raon-l'Étape (Vosges). Gross a également réalisé des vitraux à Marpaps dans les Landes, pour la chapelle du « Petit Lourdes » à Hérouville-Saint-Clair (Calvados), à Sainte-Florine en Haute-Loire et même à Saint-Benoît sur l’ile de La Réunion.

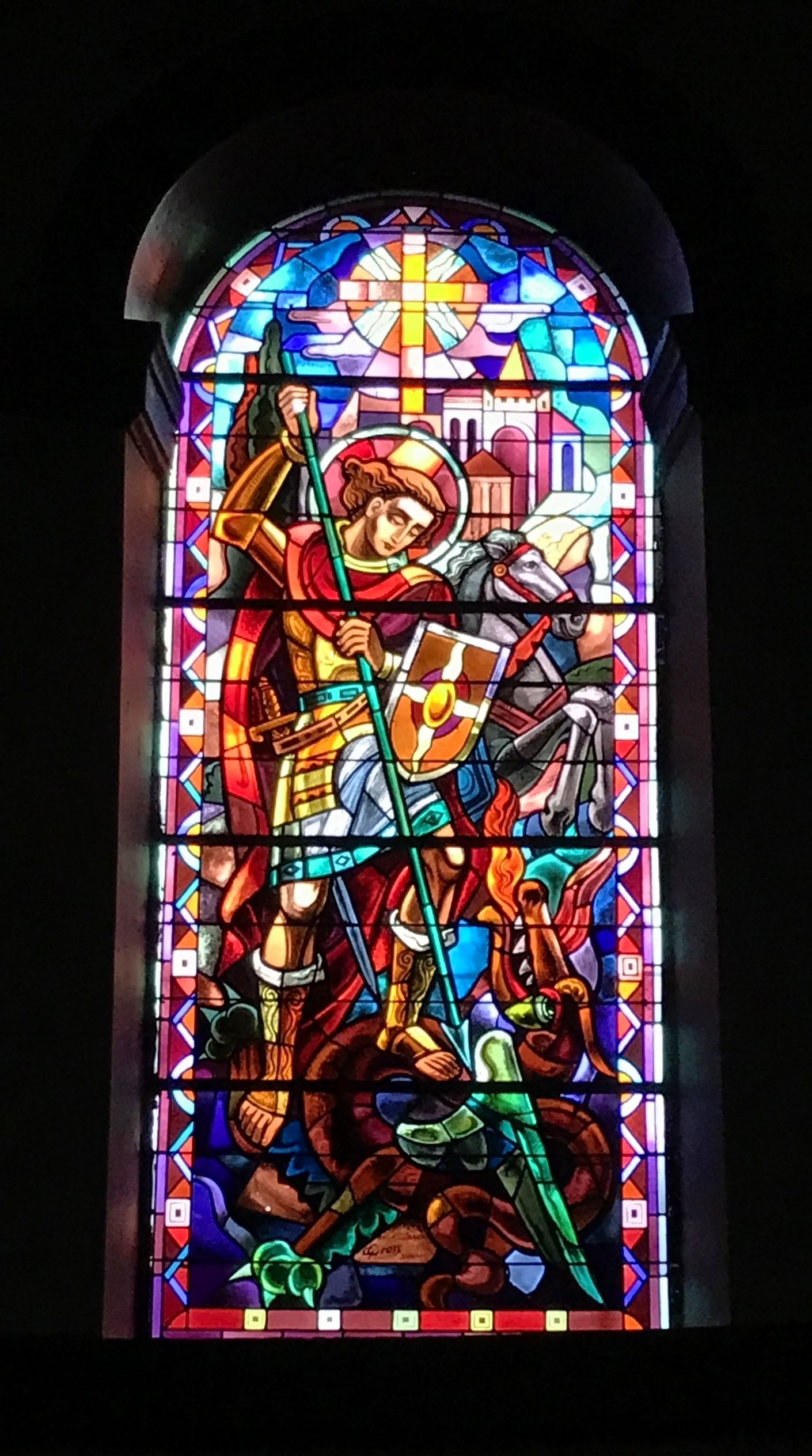
Vitrail représentant Saint-Georges (église Saint-Georges de Raon L'Étape).
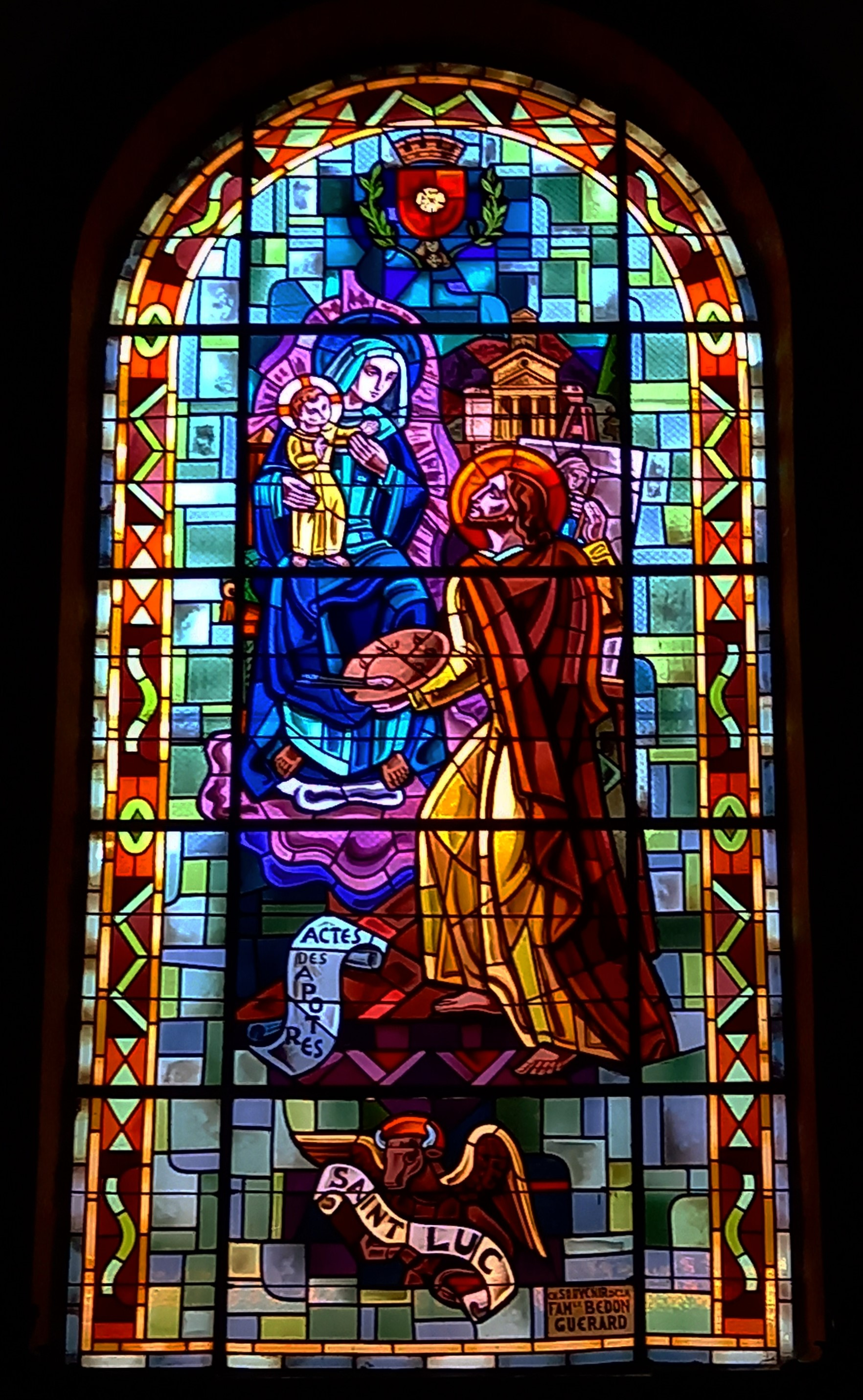
Vitrail représentant Saint-Luc (église Saint-Luc de Raon L'Étape).
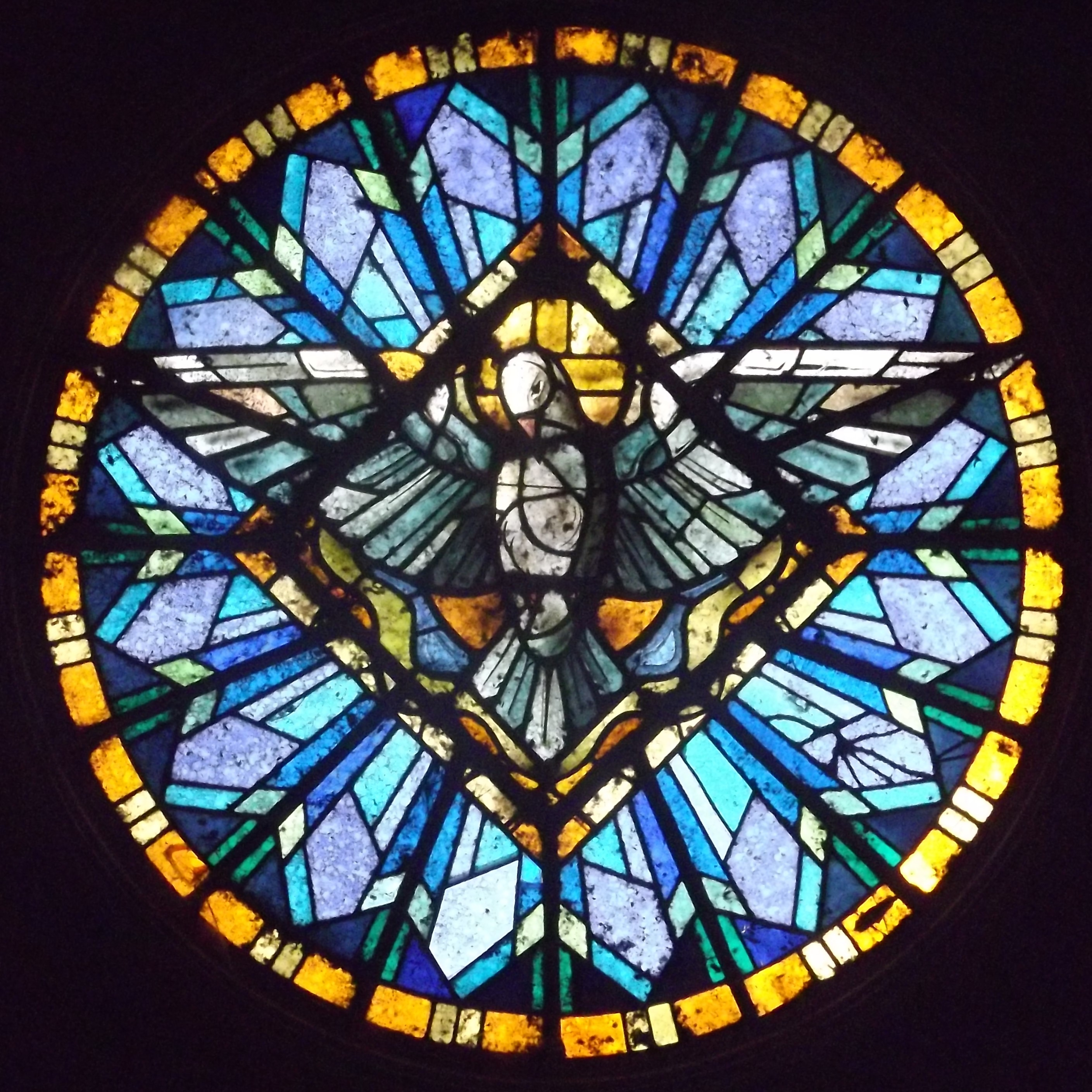
Vitrail de l'Esprit Saint (oculus de église Saint-Luc de Raon L'Étape).